# Újezd pod Troskami
Újezd pod Troskami är en ort i Tjeckien. Den ligger i den centrala delen av landet, 80 km nordost om huvudstaden Prag. Újezd pod Troskami ligger 305 meter över havet och antalet invånare är 291.
Terrängen runt Újezd pod Troskami är platt åt sydväst, men åt nordost är den kuperad.Runt Újezd pod Troskami är det tätbefolkat, med 493 invånare per kvadratkilometer. Närmaste större samhälle är Jičín, 9,9 km sydost om Újezd pod Troskami. Trakten runt Újezd pod Troskami består till största delen av jordbruksmark.